# Pavilionul 5 din Băile Herculane
Pavilionul 4 este un monument istoric aflat pe teritoriul orașului Băile Herculane.

## Istoric
A fost construit în 1821 având destinația de unitate de cazare pentru militarii din regimentul de grăniceri. Inițial avea o capacitate de cazare pentru 140 militari și cinci camere pentru ofițeri. Între anii 2009-2011 s-au efectuat lucrări de reabilitare a interioarelor, consolidare prin turnarea unui planșeu din beton armat peste nivelul 1, refacerea acoperișului prin înlocuirea șarpantei, a țiglelor, iar în 2011 s-a refăcut fațada. 
Păstrează aceeași linie arhitectonică, sobră și riguroasă, care caracterizează clădirile din Piața Hercules. Pentru facilitarea accesului bolnavilor la tratament, între acest edificiu și Baia Apollo, s-a construit un tunel de acces pe sub stradă..